# Danijel Premuš
Danijel Premuš (ur. 15 kwietnia 1981) – włoski piłkarz wodny. Srebrny medalista olimpijski z Londynu.
Zawody w 2012 były jego drugimi igrzyskami olimpijskimi. Włosi w finale przegrali z Chorwatami. W poprzednich w 2004 roku reprezentował Chorwację.